# Surimpression

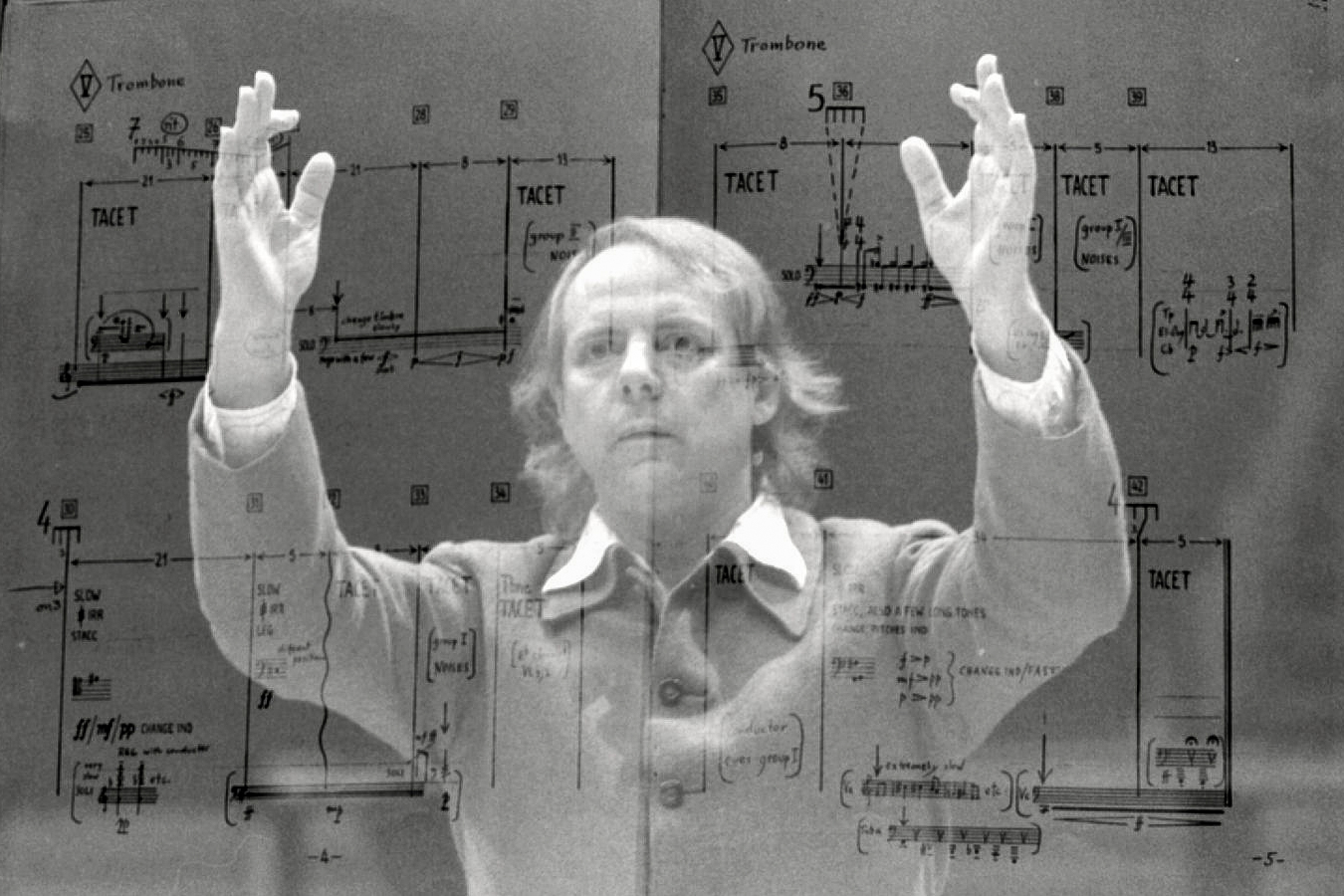
Karlheinz Stockhausen en surimpression de la partition d'une de ses compositions

La surimpression est la superposition de plusieurs textes ou images sur un même support. Au sens premier, elle désigne deux textes qui ont été écrits ou imprimés l’un par-dessus l’autre. Dans les films de cinéma et de télévision et en photographie, il s’agit d’un trucage au cours duquel une prise de vues seconde est superposée photographiquement à une prise de vues initiale. Les deux prises de vues figurent sur le même fragment du film négatif, et sont vues l’une à travers l’autre, à différents niveaux de luminosité en fonction de l’effet recherché.

## Surimpression photographique
La surimpression existe aussi dans un autre trucage qui mélange les premières images d’un plan second aux dernières images du plan précédent : le fondu enchaîné. 
Enfin, le titrage des films (générique de début et déroulant de fin) a souvent recours à la surimpression des lettres, dessinées sur fond noir, sur un ou plusieurs plans du film, qui servent alors de support à ce titrage.

### Histoire
La surimpression était une technique utilisée au théâtre et dans les music-halls, ainsi que dans des salles où l’on projetait des scènes fantastiques, dessinées sur plaques de verre, à l’aide d’une ou plusieurs lanternes magiques, avant qu’elle ne fût adaptée au cinéma par Georges Méliès. La projection de dessins de monstres sur un voilage de tulle, tendu sur la scène devant les comédiens, était la base des séances de fantasmagorie qui avaient la faveur d’un public nombreux. La surimpression était employée en photographie pour obtenir des effets semblables.
Après avoir assisté à la première séance de projection des films réalisés par Louis Lumière, invité par Antoine Lumière, le père des deux frères, Méliès décida de faire à son tour des prises de vues animées. Il imita d’abord dans ses « tableaux » (ainsi qu’il qualifiait ses prises de vues) les « vues photographiques animées » (ainsi que Louis Lumière nommait les siennes). Il enregistra « un train entrant en gare », une « baignade en mer », une « partie de cartes », un « arroseur arrosé », une « sortie d’usine », etc. À l’imitation de William Kennedy Laurie Dickson, travaillant pour Thomas Edison qui, le premier, eut l’idée d’adopter le mot anglais film pour désigner ses bobineaux de pellicule impressionnée, Méliès filma une « danse serpentine » avec des voilages agités dans tous les sens par une danseuse. Mais très tôt, il réorienta ses spectacles projetés sur grand écran en son théâtre Robert-Houdin, vers ce qu’il appelait « le cinéma dans sa voie théâtrale spectaculaire. » Adepte des projections de lanternes magiques, il adapta au cinéma la plupart des trucs que les « lanternistes » avaient mis au point. La surimpression était sans doute le procédé le plus simple avec l’usage des plaques de verre. Une lanterne, chargée de deux plaques superposées, rendait déjà un bel effet. Un duo de lanternes, reliées par des volets permettant le passage rapide ou graduel de l’une à l’autre, était d’un effet encore plus spectaculaire. Son application au cinéma était pourtant plus délicate.

### Technique
Georges Méliès obtenait la surimpression grâce à deux manipulations. La première action, montrant par exemple des personnages en chair et en os, était d’abord l’objet d’une prise de vues devant un décor peint en trompe-l’œil comme savait si bien le faire l’ex-caricaturiste devenu réalisateur de films. Puis l’objectif était obturé par un capuchon et l’opérateur, en moulinant la manivelle en sens inverse, ramenait la pellicule à son point de départ (déterminé par une marque ou une échancrure afin que les photogrammes de la seconde prise de vues se superposent exactement sur les précédents sans décalage vertical). La pellicule, impressionnée déjà une première fois, était dorénavant prête à repasser une seconde fois derrière l’objectif et à impressionner une seconde image sur les photogrammes représentant les personnages et le décor. La seconde prise de vues était faite devant un fond noir, afin de respecter le décor enregistré précédemment. Les personnages de cette seconde prise de vues, qui pouvaient être des fantômes, des monstres désincarnés, ou bien du feu, étaient alors filmés, les emplacements des personnages principaux ayant été repérés sur le sol, les apparitions pouvaient par exemple voleter autour d’eux, les agresser et leur faire mille misères. Des flammes pouvaient les menacer… Le tout était parfaitement chronométré afin que les deux actions coïncident exactement.
« C’est ainsi qu’en 1901, dans Barbe bleue, Méliès fait apparaître en surimpression un songe de la septième épouse qui voit les cadavres des six premières femmes assassinées pendues à des crochets de boucher dans la chambre interdite, puis Barbe bleue en personne qui la menace de son épée, et enfin une danse de clés géantes, qui illustre sa terreur puisqu’elle a utilisé la clé défendue. »

### Surimpression et cache/contre-cache
Georges Méliès met aussi au point une technique de trucage voisine, mais qui n’est pas la surimpression. C'est ce qu’on nomme le duo cache/contre-cache. Lors d’une première prise de vues, une partie de l’image est sauvegardée de la lumière issue de l’objectif par un cache noir à la forme désirée, installé devant l’objectif. Les photogrammes comprennent ainsi une zone, de la forme du cache, qui n’a pas été impressionnée (le noir, absence de lumière, n’impressionne pas la couche photosensible). Cette zone vierge, ou réserve, peut servir à enregistrer un élément (de décor, ou un personnage, etc.) au cours d’une seconde prise de vues (après rembobinage de la pellicule à son point de départ), la prise de vues précédente étant protégée par un contre-cache, complémentaire géométrique du cache. Le plan obtenu est un plan composite, un peu à la manière d’un collage de plusieurs photos découpées.

### Surimpression surréaliste
Le procédé de la surimpression eut un moment de gloire avec les cinéastes des années 1920, influencés par le surréalisme. Les films de Salvador Dalí-Luis Buñuel, de Francis Picabia-René Clair, de Germaine Dulac, Jean Cocteau, Hans Richter, entre autres, utilisent la surimpression comme un élément graphique fondamental de leur démonstration d’un monde malléable, hétéroclite, déraisonnable, à l’opposé du monde scientifique tendu vers le seul progrès technique et la rationalité. « Les surimpressions qui mêlent les objets et les personnages les plus divers sont le moyen privilégié de réaliser des scènes symboliques dont le rapprochement doit produire un sens nouveau. » Les corps humains s’entremêlent avec les objets, les références de verticalité et d’horizontalité sont bousculées par la présence dans la même image d’objets ou de personnages penchés tantôt d’un côté tantôt de l’autre, voire la tête en bas. La perception des dimensions elles-mêmes est brouillée par le mariage des gros plans et des plans en pied. À la fin de la période muette du cinéma, les cinéastes surréalistes se dressèrent contre l’apparition du son, en tant que facteur de rationalité par la parole et le dialogue. Leur démarche est revenue à la mode dans les années 1980 avec l’apparition des
« clips musicaux qui reprennent l’esthétique des films surréalistes… Le sens des paroles chantées reste secondaire, voire inexistant par rapport aux images. »
Une autre utilisation de la surimpression, durant les mêmes années, le fut dans le cinéma expressionniste, cousin proche du premier, où la poésie et le symbolisme sont par contre repoussés au profit d’une presque réification des personnages et d’une tentative de faire du décor de chaque séquence, voire des objets, de véritables personnages, doués de la vie et de la flexibilité des corps. Ce furent surtout des cinéastes allemands, tels que Friedrich Wilhelm Murnau, Fritz Lang, Paul Leni, qui ont illustré ce cinéma avant de fuir l’arrivée au pouvoir du nazisme et d’émigrer aux États-Unis, où ils développèrent le même style qui influença plus tard le film noir et le film policier américains.

### Surimpression et cinéma d’aujourd’hui
La vogue des surimpressions est constante dans les films à connotation poétique ou fantastique, et va de pair avec l’utilisation du flashback et du flashforward. 